# Bardejov
Bardejovⓘ (în germană Bartfeld, în maghiară Bártfá) este un oraș din Slovacia cu 33.530 locuitori.
Centrul vechi istoric din Bardejov a fost înscris în anul 2000 pe lista patrimoniului cultural mondial UNESCO. În trecut în istoria orașului, mai precis în Evul Mediu (în contextul mai larg al Ostsiedlung), au fost colonizați germani în acesta.

## Demografie
| An:                | 1994   | 2004   | 2014   | 2024   |
| ------------------ | ------ | ------ | ------ | ------ |
| Număr de persoane: | 32.800 | 33.400 | 33.060 | 29.788 |
| Diferență:         |        | +1,82% | −1,01% | −9,89% |

| An:                | 2023   | 2024   |
| ------------------ | ------ | ------ |
| Număr de persoane: | 29.964 | 29.788 |
| Diferență:         |        | −0,58% |